# Agrypon gratiosum
Agrypon gratiosum är en stekelart som beskrevs av Günther Enderlein 1921. Agrypon gratiosum ingår i släktet Agrypon och familjen brokparasitsteklar. Inga underarter finns listade i Catalogue of Life.